# Breda Smolnikar
Breda Smolnikar (* 19. Januar 1941 in Herceg Novi, Jugoslawien) ist eine slowenische Schriftstellerin und Unternehmerin.

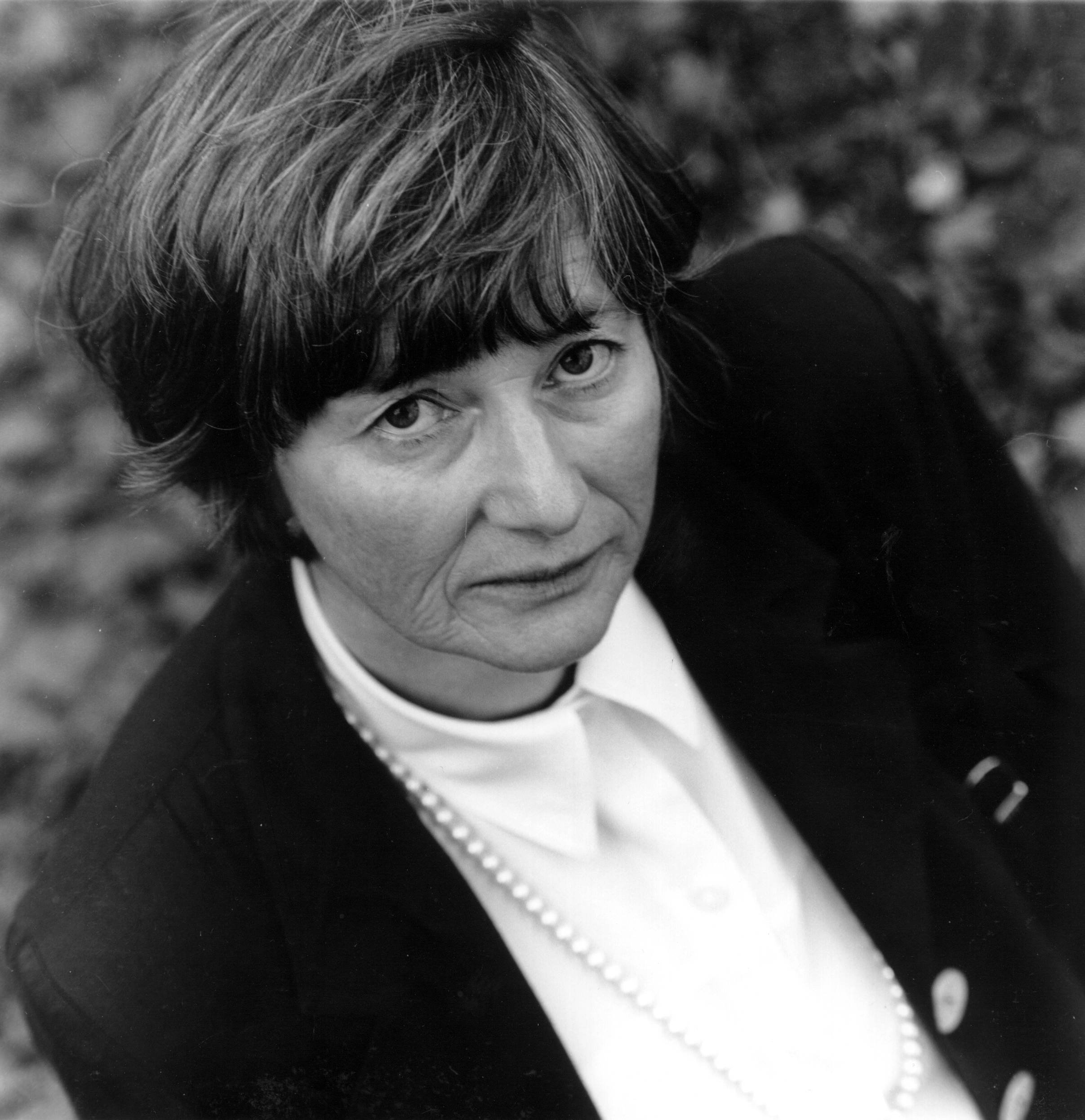
Privataufnahme der Schriftstellerin Breda Smolnikar

## Leben und Werk
Breda Smolnikar, als Kind slowenischer Eltern in Montenegro geboren, wuchs in Depala vas bei Domžale in Oberkrain auf, wo sie bis heute lebt. Sie ist ausgebildete Textilingenieurin und Inhaberin einer chemischen Reinigung und einer Kaffeerösterei. Schon während des Studiums wurde sie mit Jugendbüchern, die beim Verlag Mladinska knjiga erschienen, einer breiteren Leserschaft bekannt. Ab 1980 veröffentlichte sie im Selbstverlag unter dem ironischen Pseudonym Gospa (Eine Dame) Erzählungen über ihren Herkunftsort Depala vas, mit denen sie sich abseits des offiziellen Literaturbetriebs positionierte. Von der Fachwelt für ihre ungeschönten, aber poetisch kraftvollen Erzählungen gelobt und für offizielle Preise vorgeschlagen, eckte die literarische Außenseiterin bald bei den lokalen Behörden an, weil sie sich nicht um ideologische Tabus kümmerte. 1985 wurde sie am Kreisgericht Ljubljana wegen angeblicher Verunglimpfung des Volksbefreiungskampfes zu drei Monaten bedingter Haft verurteilt. Bis zum Umbruch 1991 und noch ein paar Jahre danach veröffentlichte sie keine weiteren Texte.
Die Veröffentlichung der Erzählung Ko se tam gori olistajo breze (Selbstverlag, 1998) mündete in einen nicht vorhersehbaren Skandal, weil private, der Autorin unbekannte Klägerinnen in der Hauptfigur ihre eigene Mutter erkannt haben wollten und sich insbesondere an der freizügigen Darstellung sexueller Handlungen ihrer vermeintlichen Eltern stießen. In erster Instanz freigesprochen, wurde die Autorin 2003 rechtskräftig zu einer horrenden Strafzahlung für jedes noch im Umlauf befindliche Buch verurteilt, das Urteil wurde 2005 vom Appellationsgericht bestätigt, die Klägerinnen erhielten Zugriff auf das Vermögen der Autorin. Nach der Aufhebung des Urteils durch das slowenische Verfassungsgericht 2007 riefen die Klägerinnen den Menschenrechtsgerichtshof in Straßburg an, welcher die Klage schließlich 2014 mit der Begründung abwies, dass die künstlerische Freiheit den besonderen Schutz durch die Menschenrechtskonvention genieße. Die Affäre ging jahrelang durch die slowenischen Medien und führte zu einer breiten öffentlichen Diskussion über die Einschränkung künstlerischer Freiheit durch existenzbedrohende juristische Maßnahmen. Mittlerweile aber wird der bis dahin eher marginalisierten Autorin, die sich bis heute dem offiziellen Literaturbetrieb entzieht und weiter im Selbstverlag publiziert, die verdiente Würdigung für ihre literarische Qualität zuteil. 2016 veranstaltete die National- und Universitätsbibliothek in Ljubljana eine Ausstellung zum 75. Geburtstag Breda Smolnikars. 2017 wurde ein 50-minütiges Fernsehporträt der Autorin im öffentlich-rechtlichen Rundfunk Sloweniens ausgestrahlt. 2016 nahm sie zusammen mit ihrem Übersetzer Erwin Köstler an den Rauriser Literaturtagen teil. Breda Smolnikar hat bis 2017 etwa dreißig Titel veröffentlicht. Einzelne Bücher und Erzählungen wurden ins Deutsche, Englische, Französische, Spanische und Slowakische übersetzt.

## Publikationen (Auswahl)
- Otročki, življenje teče dalje. Mladinska knjiga 1963.
- Mali mozaik imen. Mladinska knjiga 1967.
- Popki. Mladinska knjiga, 1973.
- Balada o divjem mleku. Selbstverlag 1980.
- Ko je umiral Stob. Selbstverlag 1982.
- Mrtvi Stob. Selbstverlag 1983.
- Stobovske elegije. Selbstverlag 1985.
- Ko se tam gori olistajo breze. Selbstverlag 1998; Založba Sanje 2007. Deutsche Übersetzung: Wenn die Birken Blätter treiben. Aus dem Slowenischen von Erwin Köstler. Klagenfurt, Wieser 2015.
- Véliki slovenski tekst. Selbstverlag 2010.
- Pripovedka o Abrnci. Selbstverlag 2013.
- Privovedka o Dursumi. Selbstverlag 2013.
- Pripovedka o Albini. Selbstverlag 2014.
- Pripovedka o metodi. Selbstverlag 2015.
- Pripovedka o Alojziji Lojzi Lujzi. Selbstverlag 2015.
- Si dekle ali si žena. Selbstverlag 2016.